# Космея криваво-червона
Космея криваво-червона, космея шоколадна (Cosmos atrosanguineus) — вид квіткових рослин родини айстрові (Asteraceae).

## Поширення
Батьківщиною рослини є Мексика, де вона вимерла в дикій природі на початку 20 століття. Вид був введений в культуру в 1902 році, де він виживає в вигляді одного клону відтвореного вегетативним розмноженням.

## Опис
Це багаторічна рослина, висотою не більше півтора метра, з незвичайним кольором і ароматом шоколаду.
Суцвіття у рослини невелике, діаметром не більше чотирьох з половиною сантиметрів. Оксамитові «шоколадні» пелюсточки, насправді тільки здаються коричневими, в дійсності вони мають насичений темно-бордовий або червоно-коричневий колір. Кількість пелюсток може бути 6, 8 або 10, але завжди парна кількість.
Неповторною особливістю квітки є її запах. Ця квітка в літній період має яскраво-виражений запах шоколаду з ваніллю, який настільки привабливим виявився для людей, що квіти масово зривалися, а унікальна рослина гинула. А оскільки в природі насіння космеї мають досить низький рівень схожості і життєздатності, вона майже зникла. Так як ця квітка ще й дуже вразлива до різких перепадів погоди, особливо до морозів, то в дикорослому вигляді він тепер не зустрічається. Всі насадження на його батьківщині — це плід багаторічної роботи селекціонерів по відновленню цього виду рослин.